# Поповци (Софийская область)
Поповци (болг. Поповци) — село в Болгарии. Находится в Софийской области, входит в общину Ихтиман. Население составляет 3 человека.

## Политическая ситуация
Поповци подчиняется непосредственно общине и не имеет своего кмета.
Кмет (мэр) общины Ихтиман — Маргарита Иванова Петкова (Болгарская социалистическая партия (БСП)) по результатам выборов в правление общины.